# Céramique de Nabeul

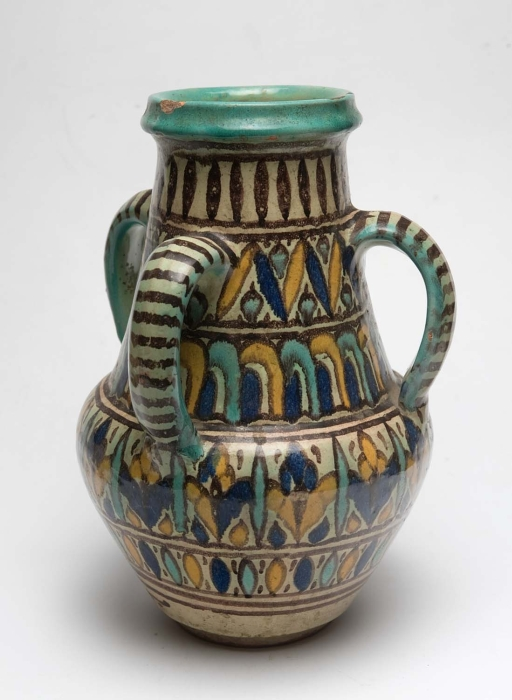
Jarre en faïence émaillée (assili ou ajeddou) conservée au Tropenmuseum à Amsterdam.

La céramique de Nabeul est un type de céramique réalisée à Nabeul en Tunisie. Héritière d'une tradition remontant à l'Antiquité, elle se développe tant sur le plan technique que sur le plan artistique, notamment avec l'arrivée des Andalous au XVe siècle puis sous le protectorat français, à la fin du XIXe siècle et dans la première moitié du XXe siècle.

## Histoire
La céramique à Nabeul a une longue histoire si on considère les fours du IVe siècle av. J.-C. retrouvés sur le site de l'antique Néapolis et l'accumulation de tessons retrouvés autour des carrières d'argile environnantes. À l'époque romaine, la production aurait été destinée à la fabrication de conteneurs pour exporter l'huile d'olive, le vin et les produits de la pêche. Au Moyen Âge, la production décline mais celle des produits à usage quotidien est maintenue.
Au XVe siècle, l'arrivée des Andalous, notamment la famille Kharraz à Nabeul, contribue à donner un nouvel essor à ce secteur. Des potiers venus de Djerba sont également attirés par la présence des carrières. Au XVIIe siècle, les Kharraz introduisent l'utilisation de vernis à base de plomb.

### Protectorat français et état des lieux
Après l'institution du protectorat français de Tunisie en 1881, si la production de Tunis décline, celles de Nabeul mais aussi de Moknine et Djerba se maintiennent tout en conservant des styles traditionnels. La ville de Nabeul compte alors 37 fabriques regroupées dans le quartier dit El Guelta ou de Djerba (R'bat Jraba), en référence à l'origine de la corporation. La richesse de leur production est rapportée par les contrôleurs civils français même si les moyens techniques utilisés (vernissage et cuisson notamment) sont alors considérés comme rudimentaires.
Le contrôleur civil Benoît Créput, nommé en 1889, contribue à créer une émulation parmi les potiers en encourageant la visite d'artistes, dont le sculpteur Théodore Rivière qui rédige un rapport à la demande du résident général de France, Justin Massicault. En 1893, plus de quarante fabriques font travailler près de 400 artisans sous la direction d'un amine. Dans les années qui suivent, les rapports Pillet (1895) puis Boubila (1897) accroissent la renommée de la poterie de Nabeul en France métropolitaine.

### Poterie artistique: Tissier, Chemla et Verclos
En 1898, Joseph-Ferdinand Tissier et son épouse Élise née Asch s'installent à Nabeul et y fondent une fabrique qui attire rapidement l'attention du bey de Tunis — qui accorde à Tissier le titre de « maître potier de la faïencerie beylicale » — et de la résidence générale de France, mais aussi des potiers locaux qui y envoient leurs enfants en apprentissage. Un virage est alors amorcé avec le lancement de la « poterie artistique », qui innove par l'utilisation de motifs aux origines variées, ce qui contribue à dynamiser le secteur. Les Tissier remportent une médaille lors d'une exposition à Nabeul en 1904 puis une autre en 1905 à Liège. Toujours en 1905, le résident général Stephen Pichon acquiert plus de soixante céramiques de Nabeul pour les offrir au musée national Adrien-Dubouché.
En 1910, Jacob Chemla et ses fils, accompagnés de deux associés (Paul Bellenger et Maurice Trouillet), fondent une fabrique à Nabeul avec l'appui de la résidence générale de France. Cette entreprise, qui se veut la garante de la tradition potière de Tunis (Qallaline), débauche certains ouvriers de Tissier, mais fait faillite vers 1912. En 1913, Eugène Pittard fait l'acquisition de 26 céramiques (dont dix pièces de Chemla) pour le musée d'ethnographie de Genève dont il est le conservateur. C'est durant cette période que les fabriques dirigées par de très anciennes familles de potiers, les Kharraz et les Khayati (ou Ben Sedrine), se tournent vers la poterie artistique, sous l'influence de la fabrique Tissier qui a formé la dernière génération. Par ailleurs, les émaux bleus, disparus des céramiques tunisiennes au XIXe siècle, réapparaissent grâce à Jacob Chemla et son fils Victor. En 1920, Pierre de Verclos arrive à son tour à Nabeul et y fonde une fabrique moderne mais qui s'inscrit dans la tradition incarnée précédemment par Chemla. Il recrute alors les frères Hassan et Hassin Abderrazak passés par les fabriques Tissier et Chemla. Dans le même temps, Louis Tissier reprend la fabrique familiale après la mort de ses parents, Élise en 1917 et Joseph-Ferdinand en 1923.
C'est alors que s'engage l'âge d'or de la poterie artistique de Nabeul, entre 1925 et 1935, comme l'illustre la participation des fabriques aux expositions coloniales, en 1922 à Marseille et 1931 à Paris, couronnées par des récompenses et l'inclusion de céramiques dans la collection du musée permanent des colonies à Paris. En 1936, Verclos fonde un Centre régional d'arts indigènes à Nabeul pour rassembler des pièces d'artisanat puis, en 1937, un Centre coopératif artisanal pour produire et commercialiser l'artisanat local, après que deux coopératives — l'Union des  sociétés coopératives de l'artisanat utilitaire tunisien (USCAUT) et l'Union des sociétés artisanales de Tunisie (USCAT) — aient été mises en place.

### Difficultés et tentatives de modernisation
C'est alors que la Seconde Guerre mondiale entraîne des difficultés d'approvisionnement tandis que la qualité des céramiques aussi bien que l'action de l'Office des arts indigènes sont critiquées dans un rapport de 1940, ce qui conduit à la création en 1941 d'un Service des métiers et arts tunisiens qui évalue les mesures à prendre, dont la création d'un atelier-école validée en 1942 par le résident général Jean-Pierre Esteva. Un projet de décret en 1943 vise à stopper les exportations vers l'Algérie et la France, contingenter les émaux, fermer les fabriques ouvertes depuis 1940, moderniser les fabriques sous le contrôle des services français compétents et homologuer toutes les catégories de poteries ; le conflit empêche toutefois sa mise en œuvre ainsi que l'installation de l'atelier-école.
Si la fin de la guerre suscite des espoirs, un article du Petit Matin en 1947 souligne l'échec du système coopératif en raison de l'interférence de responsables français, dont Jacques Revault. Des mesures sont donc prises, comme l'apport de conseils techniques pour moderniser les moyens de production, la fusion de l'USCAUT dans l'USCAT en 1949, le recrutement d'instructeurs techniques et la mise en place en 1951 d'une coordination (lancement des Cahiers des arts et techniques d'Afrique du Nord) et d'un réseau de vente au niveau de l'Afrique du Nord. Cette période est également marquée par la disparition de Verclos en 1950.
Dans un objectif de promotion du secteur, l'Office des arts tunisiens tourne en 1952 un documentaire de promotion intitulé Poterie de Nabeul. En 1954, la municipalité de Nabeul relance avec succès une fête baptisée « Fête des fleurs et des orangers », inaugurée par Mohamed Salah Mzali, afin de promouvoir l'artisanat local dont la production de céramiques. En 1956, Pierre Lisse et André Louis publient une étude sur les potiers de Nabeul qualifiée d'exhaustive par Georges Marçais.

### Évolutions post-indépendance

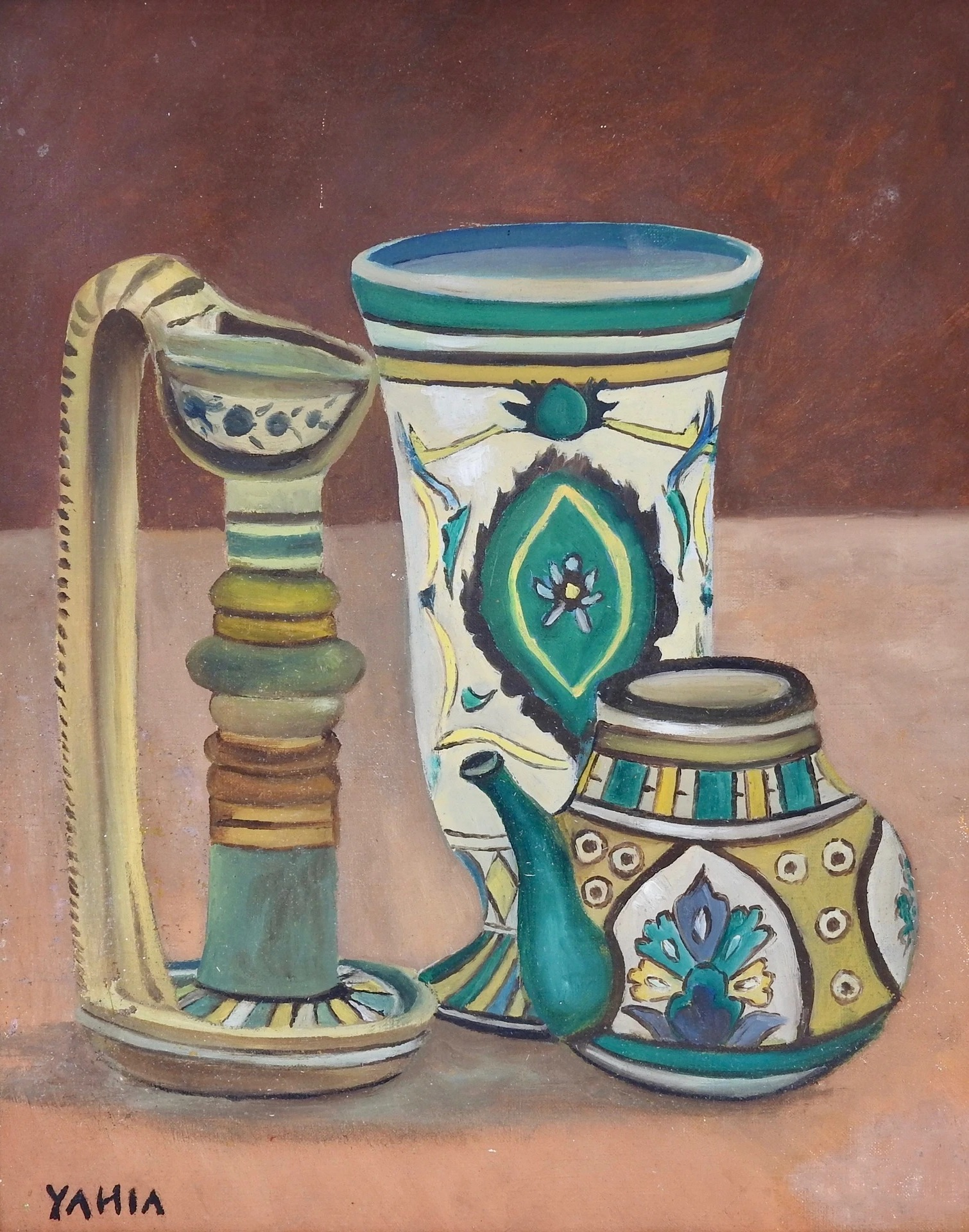
Nature morte aux faïences de Nabeul de Yahia Turki, huile sur toile, 40 x 32 cm.

Après l'indépendance de la Tunisie survenue en 1956, Nabeul compte une centaine d'entreprises pour un millier de céramistes. Louis Tissier meurt en 1957, sa fabrique étant passée sous la direction de Mohamed Ben Sedrine dès 1948. Le nouvel Office national de l'artisanat tunisien, qui remplace l'Office des arts tunisiens en 1959, fonde un atelier pilote en s'appuyant sur les descendants des frères Abderrazak pour former les nouvelles générations de potiers.
Dans les années 1980, le développement du tourisme et les nuisances des fumées des fours à bois conduisent à raser le quartier El Guelta et déplacer les potiers traditionnels près des carrières au nord de la ville alors que les producteurs de poterie artistique restés en ville modernisent leur outil de travail avec des fours électriques ou à gaz.
Dans les années 2000, on note que les apprentis se lancent rapidement à leurs propres comptes et bradent les prix, ce qui affecte la qualité de la production.
En 2014, un cluster est mis en place par l'Organisation des Nations unies pour le développement industriel et l'Office national de l'artisanat tunisien avec l'assistance de la Banque européenne pour la reconstruction et le développement et le financement de l'Union européenne et de la coopération italienne (it), ce qui coïncide avec la crise du tourisme survenue en 2015 et la fermeture de grandes fabriques. Un master professionnel à l'Institut supérieur des beaux-arts de Nabeul est créé et un Hub Design voit le jour en 2018 pour servir d'espace de travail, d'exposition, de recherche et d'incubation.

## Décoration
La décoration de la céramique de Nabeul est marquée par l'usage de motifs traditionnels tirés du répertoire local (poteries chawat et poteries vernissées motli) qui peuvent être complétés par des motifs d'inspirations diverses (Europe, Empire ottoman ou Andalousie). Trois courants s'affirment au début du XXe siècle :
- Décors d'inspirations diverses conjugués avec des frises du répertoire local, accordant une grande liberté aux décorateurs (Tissier, Kharraz, Kedidi, Ben Sedrine, etc.) ;
- Décors turco-andalous empruntés à la tradition potière de Tunis, ne connaissant qu'une brève période d'activité (Chemla) ;
- Décors mêlant la tradition potière de Tunis et des décors d'inspiration locale (Verclos)[28].

Formés par Tissier et passés par Chemla et Verclos, les frères Hassan et Hassin Abderrazak génèrent des milliers de céramiques servant de modèles pour les potiers de Nabeul comme celles de Tissier.
Les principaux styles de décors sont les suivants :
| Nom                                                                       | Période principale | Caractéristiques | Fabriques emblématiques                                                                   |
| ------------------------------------------------------------------------- | ------------------ | --- | ----------------------------------------------------------------------------------------- |
| Style sbania (« espagnol »)                                               | 1900-1960          | Initié par Élise Tissier en s'inspirant de céramiques espagnoles avec une touche Art déco, avec un décor de cinq traits en étoiles et d'un bouquet de fleurs ressemblant à des pensées                                     | Kharraz-Kedidi, Ben Sedrine, Mejdoub                                                      |
| Style jmal (« chameau »)                                                  | 1900-1960          | Initié par Élise Tissier en s'inspirant des chameaux stylisés brodés sur les tapis réalisés par des femmes du Sud de la Tunisie, variante jmal m'naquet (« chameau et points ») avec un fond pointillé de noir (1940-1980) | Tissier, Kharraz                                                                          |
| Style dama (« damier »)                                                   | 1910-              | Initié par la fabrique Tissier en s'inspirant de décors chawat et motli, souvent utilisé pour compléter un décor | Tissier, Kharraz-Kedidi                                                                   |
| Style « rinceaux »                                                        | 1930-1960          | Initié par Louis Tissier et s'inspirant de l'art andalou avec des rinceaux entrelacés, fleurs et bourgeons | Tissier, Kharraz, Kedidi, Ben Sedrine                                                     |
| Style « Tissier »                                                         | 1890-1910          | Initié par Élise Tissier et mêlant Art déco, influence orientale et courbes andalouses | Tissier                                                                                   |
| Style « de Verclos »                                                      | 1920-              | Initié par les frères Abderrazak et mêlant motifs végétaux d'inspiration turque et symboles locaux, le plus utilisé de nos jours                                                                                           | Verclos, Abderrazak, Kharraz, Kedidi, Mejdoub, Ben Sedrine                                |
| Style zina jdida (« nouveau dessin »)                                     | 1930-              | Initié vraisemblable par Élise Tissier avec des rinceaux de feuilles d'acanthe simplifiées | Tissier, Ben Sedrine, Kharraz, Mejdoub, Machaal, plupart des fabriques fondées après 1945 |
| Style hout (« poisson ») et hout m'naquet (« poisson et points »)         |                    | Initié par Louis Tissier et composé exclusivement de poissons (tradition de l'artisanat tunisien), variante avec un fond pointillé d'origine persane (hout m'naquet)                                                       | Tissier, Miled, Ben Sedrine, Slama                                                        |
| Style ghzal m'naquet (« gazelle et points »)                              | 1940-1970          | D'inspiration persane au trait noir sur fond blanc pointillé de noir (m'naquet) représentant des animaux (gazelles ou antilopes) entourés de rinceaux, feuillages et fleurs                                                | Slama                                                                                     |
| Style ghasafer (« oiseaux ») ou ghasfour el janat (« oiseau de paradis ») | 1970-2000          | Initié par des décorateurs de la fabrique Chemla qui reprennent vers 1910 les décors de la tradition potière de Tunis (Qallaline), peu utilisé puis réhabilité vers 1970 par Mohamed Laouini                               | Chemla, Verclos, Laouini                                                                  |
| Style figuratif                                                           | 1950-1980          | Initié par Abdelkader Ayed et montrant des personnages ou scènes de la vie populaire (inspirés d'Abdelaziz Gorgi et Zoubeir Turki) et réalisée par grattage sur un fond d'émail noir                                       | Ayed, Arfaoui, Abderrazak                                                                 |
| Style mkhattet (« calligraphie »)                                         | 1970-1990          | Utilisant la calligraphie arabe pour inscrire des versets du Coran ou l'un des noms de Dieu ou Mahomet | Chemla                                                                                    |
| Style Iznik (« turc »)                                                    |                    | Traditionnel (notamment à Tunis) avec des éléments végétaux et animaliers repris du répertoire ottoman, altéré par une tendance (depuis les années 1990) à copier la céramique d'Iznik                                     | Tissier, Chemla, Abderrazak, Kharraz, Kedidi                                              |

En outre, l'intérêt économique peut conduire certains céramistes à adopter des styles étrangers, comme le safi venu du Maroc ou le saq el djej (« pattes de poule ») qui s'adaptent mal aux motifs locaux, ou à appliquer les exigences de pays importateurs comme la Libye.